# Great Whale
Il Grande rivière de la Baleine (in inglese Great Whale River) è un fiume del Canada lungo 724 km.
Nasce in Québec dal lago Bienville, scorre in direzione ovest, sino a gettarsi nella baia di Hudson.
Proprio alla foce fiume si incontrano gli unici due centri abitati: Kuujjuarapik (Poste-de-la-Baleine), villaggio Inuit e Whapmagoostui, villaggio Cree.
Ha un bacino di 42.700 km² ed una portata di 680 m³/s.